# فهد جابر الأحمد الصباح
الشيخ فهد جابر الأحمد الصباح (1959 - )، مدير الهيئة العامة للشباب والرياضة في الكويت من عام 2001 حتى 2006. هو أحد أبناء أمير دولة الكويت الثالث عشر الشيخ جابر الأحمد الصباح من زوجته منيرة مشعان البرازي.

## حياته العملية
- تولى أمانة سر نادي الصيد والفروسية في عام 1993، ثم تولى رئاسة النادي.
- في عام 2001 تولى رئاسة الهيئة العامة للشباب والرياضة وذلك حتى عام 2006، وقد قام في بعد توليه رئاسه الهيئة بتقديم استقالته من رئاسه نادي الصيد والفروسية.

## حياته العائلية
متزوج من الشيخة مراحب سعود الناصر الصباح،
ولهما من الأبناء:
- جابر.
- مبارك.
- ناصر.
- أحمد.
- منيرة.
- نورية.